# Чародинський район
Чародинський район — муніципальний район в Дагестані Росії.
Адміністративний центр — село Цуриб.

## Географія
Район розташований в південно-західній частині Дагестану і межує: з Гунібським, Лакським, Рутульським, Тляратинським і Шамільським районами республіки. Площа території — 1010 км².

## Історія
Чародінській район був утворений в 1929 році.

## Населення
Населення — 11 911 чоловік.
Національний склад
В районі проживають аварці (включаючи арчинців) і лакці.
Лакці населяють село Шаліб, Арчинці проживають в 7 південних селах (Арчиб, Хітаб, Алчуніб, Кубатли, Кесер, Хіліх і Каліб), а в інших 45 селах проживають аварці.
Національний склад населення за даними Всеросійського перепису населення 2010 :
| Народ | Чисельність, чол. | Частка від усього населення,% |
| --- | ----------------- | ----------------------------- |
| Аварці | 11459             | 97,3 %                        |
| * Арчинці Чародинський район є історичною батьківщиною для арчинців. Багато хто з них себе ідентифікують як аварці (як за переписом 2002 року), багато хто — були переселені в сер. XX століття на рівнинний Дагестан і також стали себе ідентифікувати аварцями | …                 | …                             |
| Лакці | 179               | 1,5 %                         |
| Даргинці | 19                | 0,2 %                         |
| Інші | 120               | 1,0 %                         |
| Усього | 11777             | 100 %                         |